# Coleophora isabellina
Coleophora isabellina é uma espécie de mariposa do gênero Coleophora pertencente à família Coleophoridae.